# Bent Suenson
Bent Suenson (27. oktober 1902 i Stuttgart – 11. juli 1992) var direktør for Store Nordiske Telegrafselskab.
Bent Suenson var søn af professor Edouard Suenson, og blev gift med Meg Suenson, f. 4. april 1911 i København som datter af direktør Johan Munthe-Brun (død 1937) og hustru Margrethe Jørgine f. Hansen (død 1948).
Suenson blev student 1920, cand.polyt. 1925 og kom i Det Store Nordiske Telegrafselskabs tjeneste 1925. Han var i England 1926-27, Paris 1928 og i Kina og Japan 1928-31; blev underdirektør 1932, direktør 1938, adm. direktør 1954; medlem af selskabets bestyrelse fra 1945, næstformand 1947; direktør for A/S Det Store Nordiske Telegraf-Selskabs Holding Company 1946-53, medlem af og næstformand i sammes bestyrelse 1947-50 og fra 1953.
Han var medlem af bestyrelsen for forskellige andre aktieselskaber, for H.C. Ørsteds Fond for teknisk-videnskabelige undersøgelser, for foreningen Dansk Samvirke og for Tietgen-Fonden; medlem af Akademiet for de tekniske Videnskaber, Nationaløkonomisk Forening samt Selskabet Orlogsmuseets Venner.
Han var Ridder af Dannebrog og Dannebrogsmand samt dekoreret med følgende udenlandske ordener: Franske Æreslegion, Svenske Nordstjerne Orden og Svenske Vasa Orden.